# Mandalai (região)
Mandalai (em birmanês: Mandalay) é uma região da Birmânia (ou Mianmar), cuja capital é Mandalai. Segundo censo de 2019, havia 6 477 740 habitantes.